# كلية الملكة نور الفنية للطيران المدني
كلية الملكة نور الفنية للطيران المدني هي كلية خاصة للهندسة مقرّها مدينة العقبة في الأردن. أُسّست الكلية في عام 1973 بدعم من منظمة الطيران المدني الدولي (ICAO). في عام 1990، أصبحت الكلية إحدى الأعضاء المؤسسين لبرنامج منظمة الطيران المدني الدولي.

## روابط خارجية
- الموقع الرسمي